# Jan van Mersbergen
Jan van Mersbergen (Gorinchem, 10 de abril de 1971) es un novelista neerlandés. 
Estudió Sociología Cultural en la Universidad de Ámsterdam. Desempeñó varios trabajos hasta dedicarse plenamente en la escritura, a partir de su primera novela, De grassbijter, la cual fue nominada a los Debutatenprijs neerlandeses.
En el año 2007 destaca con su obra Morgen zijn we in Pamplona. Narra la historia de un boxeador durante los Sanfermines de Pamplona. Ha sido traducida al alemán (Kunstmann, septiembre del 2009), francés (Gallimard, marzo del 2010) y inglés (Peirene, junio del 2011).
En 2011, Jan van Mersbergen publicó la novela Naar de overkant van de nacht para la editorial Cossee. La novela trata la paternidad, la amistad y el amor y narra una noche de Carnaval donde se explica la historia de un hombre que se ha hecho cargo de la educación de dos chicas sordomudas. Esta novela fue gardonada con el Premio BNG de Literatura. En 2013, la obra fue traducida al catalán con el nombre de A l'altra banda de la nit, traducida por Maria Rosich, y publicada por la editorial Raig Verd.

## Obras
- 2011: Naar de overkant van de nacht, novela, Editorial Cossee, ISBN 978905936328 1
  - 2013: A l'altra banda de la nit (traducción de Maria Rosich) ISBN 978-84-15539-54-4
- 2009: Zo begint het, novela, Editorial Cossee, ISBN 978905936245 1
- 2007: Morgen zijn we in Pamplona, novela, Editorial Cossee, ISBN 905936130X
- 2005: De hemelrat, novela, Editorial Cossee, ISBN 9059360664
- 2003: De macht over het stuur, novela, Editorial Cossee, ISBN 9059360222
- 2001: De grasbijter, novela, Editorial Meulenhoff, ISBN 902907065X